# The art of mind
The art of mind is een studioalbum van Apogee, de eenmansband van multi-instrumentalist Arne Schäfer. Op dit album werd hij bijgestaan door Eberhard “Ebi” Graef op slagwerk. Het album bevat melodieuze symfonische rock in combinatie met neoproginvloeden. Het is een zoektocht naar het innerlijke. Het album is opgenomen verspreid over een periode van 2013 tot en met 2015 in Mühlheim am Main (thuisbasis Schäfer) en Frankfurt am Main.

## Musici
- Arne Schäfer – zang, gitaar, basgitaar, toetsinstrumenten
- Eberhard Graef – slagwerk, percussie

## Muziek
Alles geschreven door Schäfer met enkele aanwijzingen door Graef.

| Nr. | Titel | Duur  |
| --- | --- | ----- |
| 1.  | The art of mind (A.Psychocosmic order, B.Across the border, C.The dividing point, D.The ultimate perception, E.Footprints) | 19:54 |
| 2.  | Inside the wheel | 8:56  |
| 3.  | The games you play | 9:31  |
| 4.  | The price to pay | 8:06  |
| 5.  | Sea of dreams | 9:05  |